# Luxor
Luxor (tiếng Ả Rập: الأقصر al-Uqṣur ; tiếng Ả Rập Ai Cập: Loʔṣor  IPA: [ˈloʔsˤoɾ]; tiếng Ả Rập Sa'idi: Logṣor  [ˈloɡsˤor], tiếng Copt: ⲛⲏ) là một thành phố ở Thượng (nam) Ai Cập và là thủ phủ của tỉnh Luxor. Dân số là 487.896 người (ước tính 2010), và diện tích 417 kilômét vuông (161 dặm vuông Anh).
Hàng ngàn du khách từ nhiều nơi trên thế giới đổ về đây để tham quan các công trình kiến trúc cổ, mang đến nguồn lợi lớn cho thành phố.